# Terrence O'Malley
Temple de la renommée IIHF : 1998
Terrence O'Malley (né le 21 octobre 1940 à Toronto en Ontario au Canada) est un joueur canadien de hockey sur glace. Il a joué la majorité de sa carrière avec l'équipe nationale canadienne et a passé seulement une saison dans un championnat national, en 1978-1979 au Japon avec le Kokudo Ice Hockey Team. Il a participé aux Jeux olympiques en 1980. Il a été intronisé aux Temple de la renommée de l'IIHF en 1998.

## Biographie

### En club
En 1957-1958, Terry joue pour les Crimson d'Harvard, une équipe de la NCAA. Dès l'année suivante, il se joint aux St. Michael's Majors de Toronto, une équipe de l'AHO. Il passe quatre saisons avec cette équipes où il y récolte trente-six points. À la suite de son parcours chez les juniors, il se joint à l'équipe nationale canadienne pour jouer des matchs internationaux. Il y joue en 1964, 1967, 1969 et 1970. En 1978, O'Malley revient pour jouer dans le championnat national japonais avec le Kokudo Ice Hockey Team. La saison suivante, il rejoue une dernière fois avec l'équipe nationale avant de prendre sa retraite.

### En équipe nationale
Terry participa à trois Jeux olympiques, le premier fut en 1964 à Innsbruck, puis en 1968 à Grenoble, il y remporta une médaille de bronze. Lors de sa dernière saison, en 1980, Terry a participé aux Jeux olympiques de 1980 avec l'équipe canadienne à Lake Placid, il y joua six matchs et récolta trois assistances.

### Entraîneur
En 1986-1987, Terry entraîna l'équipe de l'Université de la Colombie-Britannique de la Canada West Universities Athletic Association pendant une saison où sur vingt-huit matchs, il en remporta neuf.

## Statistiques

### En club
| Saison    | Équipe                          | Ligue         |    | Saison régulière | Saison régulière | Saison régulière | Saison régulière | Saison régulière |   | Séries éliminatoires | Séries éliminatoires | Séries éliminatoires | Séries éliminatoires | Séries éliminatoires |
| Saison    | Équipe                          | Ligue         | PJ | B                | A                | Pts              | Pun              | PJ               | B | A                    | Pts                  | Pun                  |                      |                      |
| 1957-1958 | Crimson d'Harvard               | NCAA          | -  | -                | -                | -                | -                |                  |   |                      |                      |                      |                      |                      |
| 1957-1958 | St. Michael's Majors de Toronto | AHO           | 17 | 0                | 1                | 1                | 0                |                  |   |                      |                      |                      |                      |                      |
| 1958-1959 | St. Michael's Majors de Toronto | AHO           | 46 | 1                | 9                | 10               | 0                | -                | - | -                    | -                    | -                    |                      |                      |
| 1959-1960 | St. Michael's Majors de Toronto | AHO           | 46 | 4                | 6                | 10               | 0                | -                | - | -                    | -                    | -                    |                      |                      |
| 1960-1961 | St. Michael's Majors de Toronto | AHO           | 45 | 3                | 12               | 15               | 0                | -                | - | -                    | -                    | -                    |                      |                      |
| 1963-1964 | Team Canada                     | International | -  | -                | -                | -                | -                | -                | - | -                    | -                    | -                    |                      |                      |
| 1966-1967 | Team Canada                     | International | -  | -                | -                | -                | -                | -                | - | -                    | -                    | -                    |                      |                      |
| 1968-1969 | Team Canada                     | International | -  | -                | -                | -                | -                | -                | - | -                    | -                    | -                    |                      |                      |
| 1969-1970 | Team Canada                     | International | -  | -                | -                | -                | -                | -                | - | -                    | -                    | -                    |                      |                      |
| 1978-1979 | Kokudo Ice Hockey Team          | Japon         | -  | -                | -                | -                | -                | -                | - | -                    | -                    | -                    |                      |                      |
| 1979-1980 | Team Canada                     | International | -  | -                | -                | -                | -                | -                | - | -                    | -                    | -                    |                      |                      |

### En équipe nationale
| Année | Équipe | Compétition |   | PJ | B | A | Pts | Pun |
| 1964  | Canada | JO          | 8 | 0  | 2 | 2 | 4   |     |
| 1968  | Canada | JO          | 6 | 0  | 3 | 3 | 2   |     |
| 1980  | Canada | JO          | 6 | 0  | 3 | 3 | 0   |     |